# Sa’id Pasza
Muhammad Sa’id Pasza, arab. محمد سعيد باشا (ur. 17 marca 1822 w Kairze, zm. 18 stycznia 1863 tamże) – wali (gubernator) Egiptu i Sudanu od 1854 do swojej śmierci. Był czwartym synem Muhammada Alego.

## Zarys biografii
Sa’id pobierał nauki w Paryżu. Za jego panowania wprowadzono kilka reform prawa i podatków. Na zachodzie kraju unowocześniono również infrastrukturę. Już w 1854 Sa’id udzielił zezwolenia francuskiemu przedsiębiorcy Ferdinandowi de Lessepsowi na budowę Kanału Sueskiego. Spotkało się to ze sprzeciwem brytyjskiej dyplomacji, która wymogła przesunięcie prac na dwa lata. Budowę kanału rozpoczęto w 1859. Większość akcji własności kanału posiadali Francuzi, 44% akcji należało do rządu egipskiego. Niechętni wzrostowi znaczenia Francji w Egipcie Anglicy wymusili na Sa’idzie zapłatę dodatkowych pieniędzy spółce wykonującej prace budowlane z powodu zatrudniania przez nią zbyt tanich i przymusowych robotników. Władze egipskie zostały zmuszone do zaciągnięcia pierwszej znacznej pożyczki. Wybudowano także kolej łączącą Aleksandrię, Kair i Port Said, którego nazwa pochodzi właśnie od imienia ówczesnego władcy Egiptu. Unowocześniano kanały, które miały zapewnić prowadzenie prac rolniczych przez cały rok. Zamykano jednak fabryki wybudowane przez Muhammada Alego. Zaprzestano wojen, koncentrując się na reformach wewnętrznych. Do tych reform należy również zaliczyć założenie Banku Egiptu.
W związku ze wzrastającym handlem niewolnikami i potępianiem tego procederu przez zachodnie mocarstwa, Sa’id wydał dekret zakazujący polowań na niewolników (miało to miejsce głównie w Sudanie). Zobowiązał się również do ograniczenia roli niewolników sudańskich we własnej armii. Jednak handlarze i łowcy, dla których niewolnictwo było możliwością zdobycia majątków, nie przestrzegali zakazu. Na usilną prośbę Napoleona III Sa’id wysłał sudański batalion do Meksyku z rozkazem stłumienia tamtejszego powstania.
Sa’id bezpośrednio opodatkował właścicieli ziemskich, odciążając w ten sposób chłopów. Część gruntów wielkich właścicieli została nawet skonfiskowana. Za rządów Sa’ida ograniczony został wpływ lokalnych możnowładców, wielu Beduinów powróciło do swojego tradycyjnego trybu życia.
Następcą Sa’ida został jego bratanek, Isma’il.

## Odznaczenia
- Order Sławy (Turcja)[1]
- Order Medżydów I kl. (1853, Turcja)[1]
- Order Osmana I kl. z bryl. (1862, Turcja)[1]
- Order Świętego Józefa I kl. (Toskania)[1]
- Order Legii Honorowej I kl. (1863, Francja)[1]
- Order Lwa Niderlandzkiego I kl. (1856, Holandia)[1]